# Diseño Corbusier
Diseño Corbusier fue una banda de música electrónica, experimental e industrial activa durante los años 80 en Granada (España). Se la considera una de las precursoras de la EBM (Electronic Body Music) a nivel internacional.

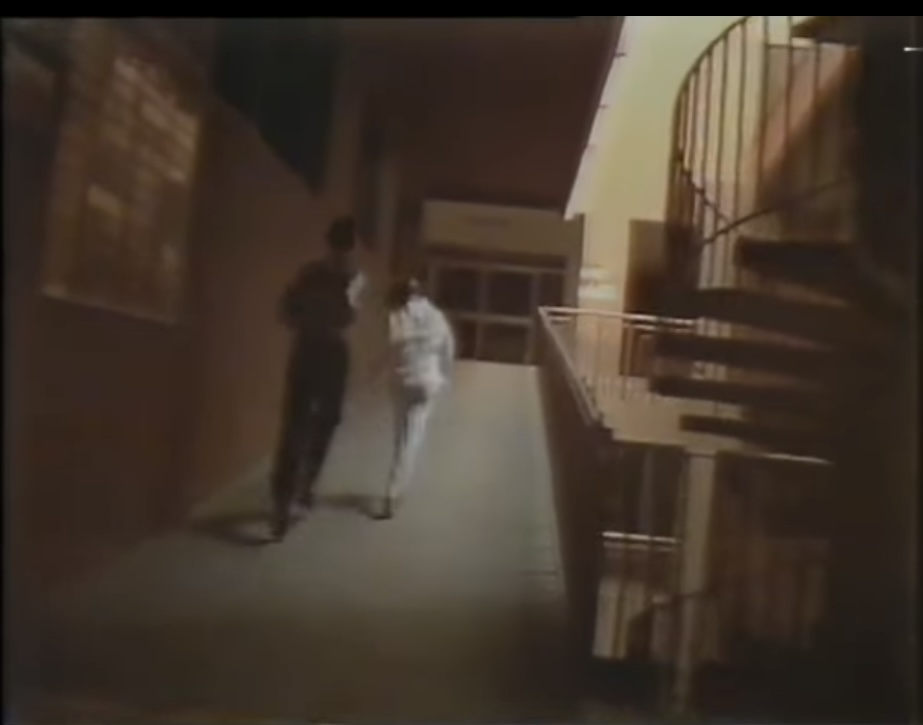
Fotograma del videoclip de “Golpe de amistad”, canción de Diseño Corbusier.

## Trayectoria
El grupo comenzó integrado por los sintetistas Javier G. Marín y Rafael Flores en 1981, a quienes se uniría al año siguiente María José González, quien bajo el alias de Ani Zinc se encargaría de la voz, además de otros teclados e instrumentos de percusión.
Como trío publicaron únicamente una demo de cinco temas en formato casete, titulada Stadia y puesta en circulación en 1982; alcanzó una difusión notable a través de la cadena Radio 3. Rafael Flores abandonó la formación poco después, quedando J. G. Marín y Ani Zinc como dúo, quienes crearon el sello discográfico Auxilio de Cientos en el que editaron, entre muchos otros discos de proyectos de vanguardia, los dos LPs de Diseño Corbusier: Pérfido encanto (1984) y El alma de la estrella (1986), que contiene su canción más conocida y antologada, “Golpe de amistad”. 
Solo realizaron dos actuaciones en directo. El grupo se disolvió poco tiempo después de la publicación de su segundo álbum, alejándose ambos miembros del panorama musical.

## Estilo, difusión y legado
Pese a su breve trayectoria, el escaso volumen de ventas y el carácter autoeditado de su producción discográfica, Diseño Corbusier fue uno de los escasos proyectos de música electrónica en castellano que alcanzaron difusión internacional en los años ochenta, a través de recopilatorios publicados en Estados Unidos, Alemania, Suiza, Noruega, Francia, Holanda y Bélgica. y actualmente se les considera un grupo de culto, pioneros de una época de inusual libertad creativa en España.
Entre sus influencias destacan Kraftwerk, Throbbing Gristle, DAF, Cabaret Voltaire o los también españoles Esplendor Geométrico. Se ha relacionado su técnica musical con el minimalismo (a nivel rítmico) y con el cut-up de William Burroughs , tanto por el uso del sampleado y el collage sonoro como por el carácter dadaísta de la interpretación vocal de Ani Zinc, cuyas letras en muchos temas eran ejercicios de glosolalia, siendo reconocida por ella la inspiración de Yoko Ono, Anne Clark y Laurie Anderson.
Tanto los LPs como la maqueta de Diseño Corbusier han sido reeditados y remasterizados en las décadas segunda y tercera del siglo XXI, por el sello español Munster Records y el estadounidense Dark Entries.

## Discografía
- Stadia [EP] (1982, reeditado, ampliado y remasterizado en 2016).  
- Pérfido encanto (1984, reeditado en 2012 y 2019). 
- El alma de la estrella (1986, reeditado en 2019 y 2022). 